# Tommaso Padoa-Schioppa

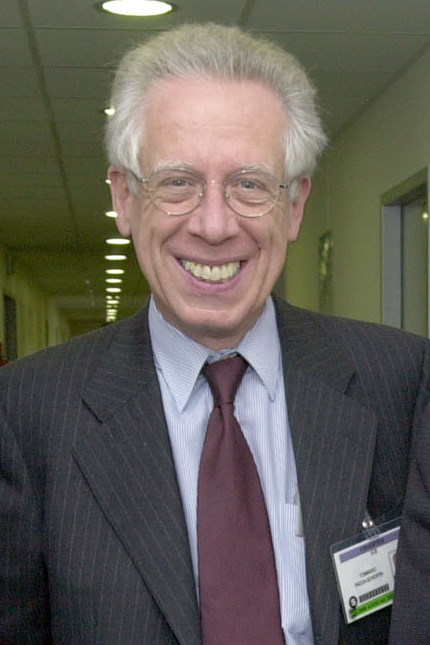
Tommaso Padoa-Schioppa

Tommaso Padoa-Schioppa (* 23. Juli 1940 in Belluno, Venetien; † 18. Dezember 2010 in Rom) war ein italienischer Bankier und Volkswirt. Von Mai 2006 bis Mai 2008 amtierte er als Wirtschafts- und Finanzminister in der Regierung von Romano Prodi.

## Biografie
Padoa-Schioppa war Sohn von Fabio Padoa-Schioppa (1911–2012), einem vormaligen Vorstandsvorsitzenden der Generali-Versicherungen, und Bruder des Historikers Antonio Padoa-Schioppa (* 1937). Nach dem Abitur in Triest studierte er an der Wirtschaftsuniversität Luigi Bocconi in Mailand und wurde 1966 Diplom-Volkswirt. 1970 ergänzte er sein Studium mit einem Master am Massachusetts Institute of Technology in Cambridge (Massachusetts). Er begann seine Karriere bei C & A Brenninkmeyer und 1968 wurde er bei der Forschungsabteilung der italienischen Zentralbank Banca d’Italia angestellt.
Von 1979 bis 1983 war er Generaldirektor für Wirtschaft und Finanzen der Europäischen Gemeinschaft. Ebenfalls seit 1979 war er Mitglied der Group of Thirty, einer privaten Lobbyorganisation der Finanzwirtschaft. Zwischen 1984 und 1997 amtierte er als stellvertretender Generaldirektor der Banca d’Italia. 1997 bis 1998 war er Vorsitzender der italienischen Börsenaufsichtsbehörde CONSOB.
Zwischen 1999 und 2005 war er Mitglied des sechsköpfigen Direktoriums der Europäischen Zentralbank. Am 17. Mai 2006 wurde er als parteiloser Wirtschafts- und Finanzminister von Ministerpräsident Romano Prodi in die von diesem gebildete zweite Regierung berufen und blieb bis zu deren Abwahl 2008. Seit 2010 gehörte er dem Aufsichtsrat des italienischen Autobauers Fiat an und war als Berater in Fragen der Wirtschaft, des Bankwesens und der Schuldenverwaltung bei der griechischen Regierung ehrenamtlich tätig. Im Jahr 2009 wurde er zum Vorsitzenden der privaten Finanzberatung Promontory Financial Group für Europa ernannt.
Er war mit der Wirtschaftswissenschaftlerin Fiorella Kostoris verheiratet und hatte drei Kinder. Seine letzte Lebensgefährtin war die Journalistin und Schriftstellerin Barbara Spinelli, Tochter von Altiero Spinelli. 2010 war er an der Gründung der Spinelli-Gruppe beteiligt, die sich für den europäischen Föderalismus einsetzt.
Er starb am Abend des 18. Dezember 2010 in Rom an Herzversagen.